# Pilimy (Litwa)
Pilimy (lit. Pylimai) – wieś na Litwie, w okręgu wileńskim, w rejonie wileńskim, w gminie Suderwa, nad Wilią, na terenie Wilejskiego Parku Regionalnego.
Współcześnie w skład miejscowości wchodzą także dawne folwark i kolonia Legaciszki oraz zaścianek Zawiasy.

## Historia
Pod zaborami dwie wsie i zaścianek; w II Rzeczypospolitej folwark i trzy zaścianki. W XIX i w początkach XX w. położone były w Rosji, w guberni wileńskiej, w powiecie wileńskim, w gminie Mejszagoła. Po I wojnie światowej pod administracją polską, w Zarządzie Cywilnym Ziem Wschodnich. W latach 1920–1922 w składzie Litwy Środkowej.
Od 11 kwietnia 1922 leżały w Polsce, w województwie wileńskim, w powiecie wileńsko-trockim, w gminie Mejszagoła. W 1931 miejscowość liczyła:
- folwark Pilimy – 5 mieszkańców, zamieszkałych w 1 budynku,
- zaścianek Pilimy I – 11 mieszkańców, zamieszkałych w 3 budynkach,
- zaścianek Pilimy II – 11 mieszkańców, zamieszkałych w 3 budynkach,
- zaścianek Pilimy III – 12 mieszkańców, zamieszkałych w 2 budynkach[3].

Po II wojnie światowej w granicach Związku Sowieckiego. Od 1991 na niepodległej Litwie.